# Mastermind (programa de televisión)
Mastermind es el nombre de un programa de preguntas y respuestas producido por la cadena de televisión británica BBC, actualmente presentado por el periodista Clive Myrie. Su creador fue Bill Wright quien usó como inspiración sus experiencias al ser interrogado por la Gestapo durante la Segunda Guerra Mundial. El programa presenta un entorno intimidante y preguntas desafiantes. Cuatro (y en concursos posteriores cinco o seis) concursantes se enfrentan a dos rondas, una sobre un tema especializado elegido por el concursante y la otra sobre conocimientos generales .
El tema musical de Mastermind es "Approaching Menace" del compositor británico Neil Richardson. El programa fue grabado con el presentador original Magnus Magnusson, en ubicaciones de varias universidades del Reino Unido. En episodios subsequentes, se usaron grabaciones en Mánchester antes de mudarse a los estudios dock10 en 2011. El programa se mudó a Belfast para la serie 2019-2020.

## Versiones
Mastermind (1972 a 1997) presentado por Magnus Magnusson y transmitido por el canal de televisión BBC1. Originalmente se transmitió cada domingo por la noche y no se esperaba que recibiera gran audiencia. En 1973 se trasladó a un horario de máxima audiencia como reemplazo de emergencia de una comedia de situación de Leslie Phillips, Casanova '73, que se había trasladado a un horario posterior debido a las quejas sobre su contenido irreverente. Posteriormente, el concurso se convirtió en uno de los programas más vistos de la televisión británica. El eslogan de Magnusson "Empecé, así que terminaré" también fue el título de su historia en el programa. La serie original fue filmada en edificios académicos o eclesiásticos. El último programa de la serie original se filmó en la Catedral de St Magnus en Orkney.
Mastermind (2001) de Discovery Channel fue presentado por Clive Anderson. Los comerciales acortaron la cantidad de tiempo disponible para responder preguntas y duraron solo una serie. Este fue también el primero en ser 'interactivo'. Con el uso de un botón rojo, los espectadores podían reproducir la sección de conocimiento general a lo largo de la serie. Estas preguntas fueron redactadas específicamente para ofrecer un formato estándar y de opción múltiple en la presentación. 
En febrero de 2021, Humphrys anunció que después de 18 años al frente de M astermind, dejaría el programa. El 22 de marzo de 2021, se anunció que Clive Myrie asumiría el cargo de anfitrión. Myrie hizo su debut el 23 de agosto de 2021.
En los Estados Unidos, el programa de juegos 2 Minute Drill de la red deportiva ESPN tuvo sus raíces en Mastermind . Los concursantes se enfrentaban a preguntas de un panel de cuatro celebridades del deporte y el entretenimiento durante dos minutos. Al igual que con Mastermind, hubo dos rondas de preguntas, pero la primera ronda tenía preguntas de cada panelista que representaban una categoría deportiva diferente perteneciente a su área de especialización, y la segunda ronda no tenía categorías y el concursante no podía controlar quién hacía las preguntas; fueron preguntadas al azar. El concursante con la puntuación más alta después de dos rondas ganaría un premio en efectivo y tendría la oportunidad de duplicar esas ganancias respondiendo correctamente la "Pregunta de gran importancia" sin tiempo, como la llamó el presentador Kenny Mayne, de una categoría especial elegida por el ganador (generalmente un atleta o equipo deportivo en particular del pasado). En cada serie, los ganadores avanzaron en un formato de desempate estilo grupo, con premios en efectivo que aumentaron de $ 5 000 en la primera ronda a 50 000 dólares (que se duplicaron a 10 000-  100 000 dólares al responder la pregunta final) en la ronda final. También se entregaron premios como viajes al Super Bowl o Premios ESPY, conocidos como “ESPN Experiences”. El programa tuvo tres series durante un período de 15 meses, desde septiembre de 2000 hasta diciembre de 2001. Al igual que Mastermind, 2 Minute Drill presentaba una silla de cuero, iluminación espectacular y efectos de sonido. Willy Gibson de Columbus, Ohio, fue el gran campeón de las dos primeras series; fue derrotado en la segunda ronda de la tercera y última serie.[cita requerida]

## Campeones

### Regulares
| Year | Winner              | Specialist subjects                             | Specialist subjects                                    | Specialist subjects                           |
| Year | Winner              | Heat                                            | Semifinal                                              | Final                                         |
| ---- | ------------------- | ----------------------------------------------- | ------------------------------------------------------ | --------------------------------------------- |
| 1972 | Nancy Wilkinson     | Literatura francesa                             | European Antigüedades                                  | Historia de la música, 1550–1900              |
| 1973 | Patricia Owen       | Grand opéra                                     | Arte bizantino                                         | Grand Opera                                   |
| 1974 | Elizabeth Horrocks  | Shakespeare                                     | Obras de J.R.R. Tolkien                                | Obras de Dorothy L. Sayers                    |
| 1975 | John Hart           | Antigua Atenas 500–400 BC                       | Antigua Roma 100–1 BC                                  | Atenas 500–400 BC                             |
| 1976 | Roger Pritchard     | Duque de Wellington                             | Barcos de Guerra británicos del siglo XX               | Duque de Wellington                           |
| 1977 | Sir David Hunt      | Campaña en África del Norte                     | Campaña de Italia (Segunda Guerra Mundial)             | Revolución Romana 60–14 BC                    |
| 1978 | Rosemary James      | Mitología romana y griega                       | Obras de Frederick Rolfe                               | Mitología romana y griega                     |
| 1979 | Philip Jenkins      | Cristiandad AD 30–150                           | Vikingos de Escosia e Irlanda 800–1150 AD              | Historia de Gales 400–1100                    |
| 1980 | Fred Housego        | Enrique II de Inglaterra                        | Abadía de Westminster                                  | Torre de Londres                              |
| 1981 | Leslie Grout        | Capilla de San Jorge (Castillo de Windsor)      | Cementerios de Londres                                 | Capilla de San Jorge (Castillo de Windsor)    |
| 1983 | Chris Hughes        | Locomotora de vapor británicas, 1900–63         | Novelas de Flashman                                    | Locomotora de vapor británicas, 1900–63       |
| 1984 | Margaret Harris     | Cecil Rhodes                                    | Historia Postal de Sudáfrica                           | Cecil Rhodes                                  |
| 1985 | Ian Meadows         | Revolución inglesa                              | Historia de la astronomía a 1700                       | Revolución inglesa                            |
| 1986 | Jennifer Keaveney   | Elizabeth Gaskell                               | E. Nesbit                                              | Elizabeth Gaskell                             |
| 1987 | Jeremy Bradbrooke   | Guerra franco-prusiana                          | Guerra anglo-estadounidense de 1812                    | Guerra de Crimea                              |
| 1988 | David Beamish       | Nancy Astor                                     | British Royal Family, 1714–1910                        | Nancy Astor                                   |
| 1989 | Mary Elizabeth Raw  | Carlos I de Inglaterra                          | Alberto de Sajonia-Coburgo-Gotha                       | Charles I                                     |
| 1990 | David Edwards       | Michael Faraday                                 | Benjamin Thompson                                      | James Clerk Maxwell                           |
| 1991 | Stephen Allen       | Enrique VII de Inglaterra                       | Parque nacional de Dartmoor and its environs           | Francis Drake                                 |
| 1992 | Steve Williams      | Surrealismo 1918–39                             | Pedro I de Rusia                                       | Filosofía presocrática                        |
| 1993 | Gavin Fuller        | Doctor Who                                      | The medieval castle in the British Isles               | Las Cruzadas                                  |
| 1994 | George Davidson     | Monedas inglesas, 1066–1662                     | Historia de la química, 1500–1870                      | John Dalton                                   |
| 1995 | Kevin Ashman        | Martin Luther King                              | Historia de las películas Wéstern                      | Guerra anglo-zulú                             |
| 1996 | Richard Sturch      | Charles Williams (escritor británico)           | Federico III de Alemania                               | Ópera del Savoy                               |
| 1997 | Anne Ashurst        | Frances Carr, Condesa de Somerset               | Novelas de Georgette Heyer                             | Bárbara Villiers                              |
| 1998 | Robert Gibson       | Sistema solar                                   | Carlos II de Inglaterra                                | Roberto I de Escocia                          |
| 1999 | Christopher Carter  | Pájaros de Europa                               | Casa de Tudor                                          | Costumbres y tradiciones británicas           |
| 2000 | Stephen Follows     | Vida y óperas de Benjamin Britten               | Poemas y obras de T.S. Eliot                           | Vida y óperas de Leoš Janáček                 |
| 2001 | Michael Penrice     | Boxeo profesional hasta 1980                    | (no semi-final)                                        | Historia de Inglaterra 1603–1714              |
| 2003 | Andy Page           | Premios Óscar                                   | Gilbert y Sullivan                                     | Torneos mayores de golf masculino desde 1970  |
| 2004 | Shaun Wallace       | Liga de Campeones de la UEFA finales desde 1970 | Selección de fútbol de Inglaterra en la Eurocopa       | FA Cup Finals since 1970                      |
| 2005 | Patrick Gibson      | Filmografía de Quentin Tarantino                | Serie La Cultura por Iain M. Banks                     | Father Ted                                    |
| 2006 | Geoff Thomas        | Édith Piaf                                      | William Joyce                                          | Margaret Mitchell y Lo que el viento se llevó |
| 2008 | David Clark         | Henry Ford                                      | Jorge IV del Reino Unido                               | Historia del Puente de Londres                |
| 2009 | Nancy Dickmann      | Novelas Amelia Peabody de Bárbara Mertz         | Vida y filmografía de Fritz Lang                       | Expedición de Lewis y Clark                   |
| 2010 | Jesse Honey         | London Borough of Wandsworth                    | Vida y obras de Antoni Gaudí                           | Catedral de Liverpool (Anglicano)             |
| 2011 | Ian Bayley          | Dinastía Románov                                | Vida y obras de Jean Sibelius                          | Pinturas de la National Gallery               |
| 2012 | Gary Grant          | Siete maravillas del mundo antiguo              | Gran Premio de Mónaco                                  | Cetacea                                       |
| 2013 | Aidan McQuade       | Michael Collins (líder irlandés)                | Novelas de Dennis Lehane                               | Abraham Lincoln                               |
| 2014 | Clive Dunning       | La víbora negra                                 | Vida y obras de John Lennon                            | Vida y poetría de Philip Larkin               |
| 2015 | Marianne Fairthorne | Livia Drusila                                   | Çatalhöyük                                             | Caterina Sforza                               |
| 2016 | Alan Heath          | Yo, Claudio (miniserie)                         | Campeones británicos de los Juegos Olímpicos de Verano | Thunderbirds (serie de televisión)            |
| 2017 | Isabelle Heward     | Vida y filmografía de Rita Hayworth             | Hijas de George III                                    | Vida y filmografía de Billy Wilder            |
| 2018 | Brian Chesney       | Vida de Harold Wilson                           | Novelas The Giordano Bruno SJ Parris                   | Guerra de los Ochenta Años                    |
| 2019 | Judith Lewis        | The Life of C. S. Lewis                         | Novelas Lord Peter Wimsey de Dorothy L. Sayers         | Series de Olivia Manning                      |
| 2020 | Dave McBryan        | Otis Redding                                    | Esgrima olímpico                                       | Películas View Askewniverse de Kevin Smith    |
| 2021 | Jonathan Gibson     | Agatha Christie's Poirot                        | William Pitt (el Joven)                                | Flanders y Swann                              |
| 2022 | Alice Walker        | Rodgers y Hammerstein                           | Julia Margaret Cameron                                 | Peak District                                 |

### Campeón de Campeones
Mastermind Champion of Champions fue televisado de lunes a viernes a las 7:30 p. m. en BBC Two en la primera semana completa de agosto de 2010. Contó con los ganadores de la serie anterior de Mastermind .
| Año  | Ganador          | Materias especializadas     | Materias especializadas |
| Año  | Ganador          | Calor                       | Final                   |
| ---- | ---------------- | --------------------------- | ----------------------- |
| 1982 | Sir David Hunter | Historia de Chipre          | Alejandro el Grande     |
| 2010 | Pat Gibson       | Películas animadas de Pixar | Grandes matemáticos     |